# استئصال الغشاء الزلالي
استئصال الغشاء الزلالي أو استئصال الغشاء الزليلي هو عمل جراحي يهدف إلى إزالة الغشاء والأنسجة الزلالية المحيطة بالمفاصل، وذلك في حالات الالتهاب الشديدة بالشكل الذي لا تفيد فيه الأدوية.
كان هذا الأسلوب الجراحي مستخدماً في حالات التهاب المفاصل الروماتويدي، ولكن هذا الاستخدام في تضاؤل، بسبب تطور وسائل العلاج باستخدام وسائل العلاج الإشعاعي الداخلي الانتقائي.